# Jimena de Asturias
Jimena de Asturias (m. junio de 912) fue reina consorte de Asturias, por su matrimonio con Alfonso III, y madre de los reyes García I, Ordoño II y Fruela II de León.

## Biografía
Algunos autores señalan que fue hija del rey García Íñiguez de Pamplona, aunque otros han manifestado sus dudas al respecto, pues señalan el hecho, llamativo a su parecer, de que su nombre no figure en las Genealogías de Roda. No obstante, el medievalista Fray Justo Pérez de Urbel señaló en su obra, Relaciones entre los reyes de Navarra y los condes de Castilla, publicada en 1945, que la reina Jimena era hija de García Jiménez de Pamplona y de su segunda esposa, Dadildis de Pallars o de Ribagorza, y que en tal caso la reina Jimena habría sido hermana de Sancho Garcés I de Pamplona, rey de Pamplona. Sin embargo, también es llamativo que no figure en el Genealogías de Roda como hija de García Jiménez de Pamplona. Según el medievalista, Ángel Martín Duque «...tampoco consta de manera fehaciente el presunto origen pamplonés de Jimena, mujer de Alfonso III. Resulta casi impensable que los compiladores de las Genealogías de Roda omitieran [...] unos antecedentes tan prestigiosos para el joven linaje de reyes cuya alcurnia trataron de enaltecer con detalla y veracidad por todos sus costados».
Junto con su esposo, donó la Cruz de la Victoria, que había sido recubierta con oro y piedras preciosas en el castillo de Gauzón, a la catedral de Oviedo en el año 908. Otra cruz, también recubierta con oro y piedras preciosas, fue donada por ambos cónyuges a la catedral de Santiago de Compostela.
Tomó parte en la rebelión que sus hijos protagonizaron contra su esposo y que obligó a este último a abdicar en el año 910. La reina Jimena falleció en el mes de junio del año 912.

## Sepultura
La reina Jimena recibió sepultura en la catedral de Astorga, en la que había sido enterrado su esposo. Posteriormente, en el año 986, los restos de ambos cónyuges fueron trasladados a la ciudad de Oviedo por orden del rey Bermudo II el Gotoso, puesto que temía que fuesen profanados por las tropas musulmanas dirigidas por Almanzor, que en esos momentos avanzaban hacia el reino de León.
Los restos de Jimena y de su esposo fueron depositados en el panteón de reyes de la capilla de Nuestra Señora del Rey Casto de la catedral de Oviedo donde se hallaban sepultados numerosos miembros de la realeza asturleonesa. No obstante, debido a la reconstrucción de ese panteón de reyes  a comienzos del siglo XVIII, resultaría imposible en la actualidad la identificación e individualización de los restos mortales de la reina Jimena, que se cuenta entre los allí sepultados.

## Matrimonio y descendencia
Fruto de su matrimonio con Alfonso III el Magno, rey de Asturias e hijo de Ordoño I de Asturias, nacieron ocho hijos:
- García I de León (870-914), rey de León, fue sepultado en el panteón de reyes de la catedral de Oviedo.
- Ordoño II (871-924), rey de Galicia y posteriormente de León. Heredó el trono leonés a la muerte de su hermano mayor. Fue sepultado en la catedral de León.
- Gonzalo (¿?-¿920?). Confirmó en numerosos privilegios de la época, emitidos por sus padres y hermanos, y fue arcediano de la catedral de Oviedo. Algunos autores señalan que probablemente sería sepultado en el panteón de reyes de la catedral de Oviedo.[6]
- Fruela II de León (875-925), rey de Asturias y posteriormente de León, fue sepultado en el panteón de reyes de la catedral de Oviedo.
- Ramiro (m. 929). Algunos autores señalan la posibilidad de que heredase el reino de Asturias cuando su hermano, Fruela II de León, heredó el trono leonés a la muerte de Ordoño II, hermano de ambos.[7] El historiador Jaime de Salazar y Acha señala la posibilidad de que el infante Ramiro contrajese matrimonio con la reina Urraca, viuda de su hermano Fruela II,[8] aunque el historiador Carriedo Tejedo, lo duda.[7] Fue sepultado en el panteón de reyes de la catedral de Oviedo.
- Sancha.
- Dos hijas de las que se desconoce el nombre.

| Predecesora: Nuña | Reina consorte de Asturias 869-910 | Sucesora: Nunilo Jimena |